# Avenida de Velázquez (Málaga)
La avenida de Velázquez, popularmente conocida como la carretera de Cádiz, es una vía que atraviesa los distritos Carretera de Cádiz y Churriana de Málaga, España.
Recibe el nombre de esta avenida la vía urbana que cruza la zona oeste de la ciudad casi paralela a la línea de costa como continuación de la calle Héroe Sostoa y más adelante, el tramo de autovía urbana  MA-21  (antigua  N-340 ) que finaliza en el término municipal de Torremolinos, a partir de donde esta carretera recibe el nombre de avenida de Manuel Fraga Iribarne. Esta vía era conocida anteriormente como Carretera de Cádiz, hasta que cambió su nombre por el actual en honor al pintor Diego Velázquez con motivo de una macroexposición celebrada en la ciudad.

## Recorrido
La avenida de Velázquez cruza una de las zonas más ampliamente pobladas de la ciudad y donde se acusa la falta de planificación urbanística de la segunda mitad del siglo XX. A su paso se encuentra con los siguientes barrios del distrito Carretera de Cádiz: de El Torcal, Haza Honda, Vistafranca, Cortijo Vallejo, Ardira, Sixto, La Luz, La Paz, Los Girasoles, Virgen de Belén, Polígono Industrial Los Guindos, Puerta Blanca, Guadaljaire, Mainake, Polígono Industrial Carranza, Polígono Industrial Valdició y Málaga 2000; una vez dentro de los límites del distrito de Churriana atraviesa las zonas de Polígono Industrial Haza de la Cruz, Polígono Industrial Haza Angosta, Polígono Comercial Guadalhorce, Polígono Industrial Ordóñez (Centro Comercial Málaga Nostrum), La Azucarera, la Depuradora del Guadalhorce, Polígono Industrial Villa Rosa, Cortijo San Julián, Makro, Aeropuerto de Málaga-Costa del Sol, Los Paseros, Centro Comercial Bahía Azul (Ikea), Campamento Benítez, Santa Tecla y El Olivar.

## Actuaciones
Se han realizado propuestas por parte del Ayuntamiento de Málaga para la reducción del tráfico en esta avenida y sus vías transversales así como en su continuación por la Calle Héroe Sostoa que consistiría en reducir el tráfico de vehículos particulares, la ampliación de las aceras y la reserva de la calzada para carril bus y carril bici.

## Metro
En 2006 comenzó la primera fase de la construcción de la red de Metro de Málaga con la construcción del tramo de la línea 2 desde el Palacio de Deportes José María Martín Carpena, bajo la avenida de Velázquez y la calle Héroe Sostoa; ello obligó a limitar el tráfico rodado al transporte público debido a que se optó por el método de construcción de los muros pantallas para evitar posibles daños en los edificios colindantes debido a la estrechez de las vías y las características del suelo y esto conllevaba el corte de la zona central de la calzada. En 2009 fue nuevamente abierta al tráfico.
Una vez estuvieron concluidas las obras del metro, esta avenida se encuentra conectada a través de 3 estaciones con el centro de la ciudad, con el intercambiador de transportes de El Perchel y las futuras estaciones de metro Guadalmedina y Atarazanas y, por el otro lado, con las instalaciones deportivas junto a la cabecera en Martín Carpena.
| << cabecera | < estación      | estación  | estación      | estación      | estación y cabecera >> |
| ----------- | --------------- | --------- | ------------- | ------------- | ---------------------- |
| Atarazanas  | Princesa-Huelin | El Torcal | La Luz-La Paz | Puerta Blanca | Martín Carpena         |